# Metronome (banda)
Metronome (メトロノーム) é uma banda japonesa de synthpunk do movimento visual kei, formada em 1998.

## Carreira
Em comemoração aos 20 anos de banda, lançaram o álbum Nijūkitan AHEAD (廿奇譚AHEAD) em 25 de julho de 2018.Em 24 de agosto de 2022 lançaram o álbum Aun Kairo (阿吽回廊). A sua gravadora Art Pop Entertainment sediou o evento CRUSH OF MODE- ENDLESS SUMMER'23 - em 20 de agosto de 2023, onde Metronome tocou com Cali≠gari, Nogod, Golden Bomber, entre outros.
Em 29 de abril de 2024 participaram do evento Ram Fest, sediado pela Merry. No dia 16 de maio do mesmo ano fizeram um show em conjunto com o Shinjuku Gewald, em Tóquio.